# Maria Bonnier Dahlins stiftelse
Maria Bonnier Dahlins stiftelse är en svensk stiftelse som finansierar bildkonstverksamhet.
Maria Bonnier Dahlins stiftelse bildades 1985 av Jeanette Bonnier till minne av dottern Maria Bonnier Dahlin, som samma år, 20 år gammal, omkommit i en bilolycka.
Stiftelsen delar årligen sedan 1986 ut Maria Bonnier Dahlins stipendium till svenska konstnärer under 35 års ålder. Den har också finansierat och driver Bonniers konsthall i Stockholm, som öppnades 2006.